# Udazkeneko euria
Udazkeneko euria (castellà: Lluvia de otoño) és una pel·lícula romàntica espanyola del 1989, dirigida per José Ángel Rebolledo.

## Argument
Daniel l'escriptor està en crisi. Deixa la casa que comparteix amb la seva dona i s'embarca en un viatge sol per trobar una solució a la seva situació.

## Repartiment
- Ramón Agirre
- Jane Badler: Lucia
- Paco Catalá
- Mapi Galán
- François-Eric Gendron
- William Layton
- Kiel Martin
- Mercè Sampietro
- Jack Taylor

## Producció
Va ser produïda per la productora basca madrilenya Ariane Films l'any 1989. L’argument del propi Rebolledo es basa en l'obra teatral Sombras de sueño de Miguel de Unamuno.

## Estrena
Fou estrenada als Cine Renoir de Madrid el 3 de març de 1989. El 20 de setembre de 1989 fou projectada en basc al Festival Internacional de Cinema de Sant Sebastià 1989.